# Miaojie Zhen
Miaojie Zhen (kinesiska: 庙街, 庙街镇) är en köping i Kina. Den ligger i provinsen Yunnan, i den sydvästra delen av landet, omkring 240 kilometer väster om provinshuvudstaden Kunming. Antalet invånare är 62 540. Befolkningen består av 31 079 kvinnor och 31 461 män. Barn under 15 år utgör 21,0 %, vuxna 15-64 år 70 %, och äldre över 65 år 7,0 %.
Genomsnittlig årsnederbörd är 955 millimeter. Den regnigaste månaden är juli, med i genomsnitt 219 mm nederbörd, och den torraste är januari, med 10 mm nederbörd.